# Йориш, Владимир Яковлевич
Влади́мир Я́ковлевич Йо́риш (13 ноября (25 ноября) 1899, Екатеринослав — 21 июня 1945, Киев) — украинский советский композитор и дирижёр. Заслуженный артист Украинской ССР (1932).

## Биография
Родился 13 (25) ноября 1899 года в Екатеринославе в семье учителей. Там же в 1917 году окончил Екатеринославское музыкальное училище, в 1924 году — музыкальный техникум.
В 1920 году начал дирижировать в Екатеринославле, был заведующим музыкальной частью Украинского драматического театра имени Шевченко.
В 1928—1931 годах — главный дирижёр Первой передвижной украинской оперы.
С 1931 года — дирижёр Днепропетровского театра оперы и балета. За работу в этом театре Владимир Яковлевич в 1932 году удостаивается звания Заслуженного артиста УССР.
С 1934 года — дирижёр Киевского государственного академического театра оперы и балета, затем — главный дирижёр.
С началом Великой Отечественной войны — в эвакуации в Башкирской ССР, где с августа 1941 года вместе с коллективом Киевского театра оперы и балета продолжил работать в стенах Башкирского государственного театр оперы и балета г. Уфы. Затем театр переехал в Иркутск. После освобождения Киева Владимир Йориш возвращается в город, но подорванное в эвакуации здоровье помешало продолжить дальнейшее творчество.
21 июня 1945 года, на 46 году, умер у Киеве.
Награждён орденом «Знак Почёта» (23.03.1936) — «за выдающиеся заслуги в деле развития украинского оперного искусства, украинской музыки, песни и танцев».

## Творчество
- 1929 — опера «Кармелюк» (Днепропетровск).
- 1932 — опера «Поэма про сталь» (Поэма за сталь) по пьесе «Поэма о топоре» Н. Погодина (Днепропетровск).
- 1936 — опера «Богунцы» («Щорс»).
- 1940 — опера «Шевченко» («Доля поэта» (Поэтова доля)) (Киев) на сюжет пьесы Голованивского Саввы. Поставлена в Киевском театре оперы и балета.
- 1944 — балет «Чёртова ночь» (Бісова ніч) (Иркутск).

### Музыкальная редакция опер
- «Наталка Полтавка» Николая Лысенко
- «Запорожец за Дунаем» Семёна Гулака-Артемовского